# Probianus
Probianus war ein römisches Cognomen, das insbesondere in der Spätantike einige bedeutende Namensträger unter den Senatoren der Stadt Rom hatte. Darunter waren:
- Petronius Probianus, römischer Beamter, Konsul 322, Stadtpräfekt Roms 329–331
- Gabinius Vettius (?) Probianus, Stadtpräfekt Roms 377
- Probianus Pompeianus, römischer Senator (um 397)
- Rufius Probianus, vicarius der Stadt Rom 400, bekannt durch ein erhaltenes Elfenbeindiptychon
- Probianus (Stadtpräfekt 416), Stadtpräfekt Roms 416
- Caelius Aconius Probianus, Stadtpräfekt Roms 461–463, Konsul 471